# Alvvays
Gli Alvvays sono un gruppo indie pop canadese formatosi nel 2011 a Toronto.

## Storia del gruppo
La fondatrice del gruppo, Molly Rankin, è figlia di John Morris Rankin, violinista del gruppo celtic folk The Rankin Family, che ha avuto fama negli anni '90.
La band si è formata nel 2011. I suoi componenti sono originari dell'isola del Capo Bretone e dell'isola del Principe Edoardo, ma il gruppo si è formato a Toronto,
Il primo album è stato registrato nel 2013 a Calgary con l'ausilio di Chad VanGaalen e di Graham Walsh (Holy Fuck). L'eponimo Alvvays è uscito nel luglio 2014 ed è stato tra i finalisti del Polaris Music Prize nell'edizione 2015.
Registrato tra Los Angeles, Buffalo e Toronto, nel settembre 2017 è uscito il secondo album del gruppo Antisocialites. Il disco, prodotto da Alec O'Hanley e John Congleton, è stato collocato al 17º posto nella lista dei migliori album dell'anno secondo NME. Nel 2021 subentra la nuova bassista Abbey Blackwell, che sostituisce Brian Murphy. Il terzo album del gruppo, intitolato Blue Rev, è stato pubblicato nel 2022.

## Formazione

### Formazione attuale
- Molly Rankin – voce, chitarra ritmica, basso (2011–presente)
- Kerri MacLellan – tastiera, cori (2011–presente)
- Alec O'Hanley – chitarra solista, tastiera (2011–presente)
- Sheridan Riley – batteria, percussioni, cori (2017–presente)
- Abbey Blackwell – basso (2021-presente)

### Ex componenti
- Phil MacIsaac – batteria (2011-2016)
- Brian Murphy – basso (2011-2021)

## Discografia

### Album in studio
- 2014 – Alvvays
- 2017 – Antisocialites
- 2022 – Blue Rev

### Singoli
- 2013 – Archie, Marry Me
- 2014 – Adult Diversion
- 2014 – Next of Kin
- 2014 – Party Police
- 2017 – In Undertow
- 2017 – Dreams Tonite
- 2017 – Plimsoll Punks
- 2022 – Pharmacist
- 2022 – Easy on Your Own?
- 2022 – Belinda Says
- 2022 – After the Earthquake